# Geishof (Breitenbrunn)
Geishof ist ein Gemeindeteil des Marktes Breitenbrunn im Landkreis Neumarkt in der Oberpfalz in Bayern.

## Geographie
Der Weiler liegt circa zwei Kilometer nordwestlich des Gemeindesitzes im Oberpfälzer Jura auf circa 505 m ü. NHN auf der Jurahochfläche. Die nächste Erhebung ist der westlich gelegene Geißberg mit 529 m ü. NHN, der die Begrenzung zum Tal der Wissinger Laber bildet.

## Verkehr
Man erreicht den Ort über Langenried von einer in westlicher Richtung verlaufenden Abzweigung von der Staatsstraße 2234 her.

## Geschichte
Geishof ist 1516 mit zwei Untertanen in einem Abgabenverzeichnis der zu diesem Zeitpunkt den Wildensteinern gehörenden Herrschaft Breitenegg verzeichnet. Innerhalb dieser Herrschaft gehörte der Geishof zur Gemeinde Kemnathen. Neben der Bezeichnung Geishof war auch die Bezeichnung Geisberg für den Weiler üblich. Nach mehreren Besitzwechseln ging die Herrschaft Breitenegg 1792 an Kurfürst Karl Theodor über.
Im Königreich Bayern (1806) wurde Kemnathen und damit auch Geishof, bestehend aus dem „Geisbauer“-Hof der Familie Fanderl, einem Köbler- und einem Gütler-Gut, zunächst ein Steuerdistrikt, mit dem Gemeindeedikt von 1818 eine Ruralgemeinde, die außer Kemnathen und Geishof noch sieben Gemeindeteile umfasste. 1875 verzeichnete Bayern für Geisberg/Geishof 25 Einwohner, 14 Gebäude und 28 Stück Rindvieh. 1900 hatte Geishof 19 Einwohner in fünf Wohngebäuden.
Mit der Gebietsreform in Bayern wurde die Gemeinde Kemnathen aufgelöst und die seit 1956 nach der Eingliederung von Rasch zehn Gemeindeteile und damit auch Geishof zum 1. Januar 1978 in den Markt Breitenbrunn im Landkreis Neumarkt eingegliedert.
Ein Wohnstallhaus (Geisberg 3), ein eingeschossiger und traufständiger Satteldachbau aus dem 17. Jahrhundert mit verschiedenen Fachwerkgiebeln, gilt als Baudenkmal.

## Kirchliche Verhältnisse
Geishof gehört seit altersher zur katholischen Pfarrei Breitenbrunn im Bistum Eichstätt, die im 10. Jahrhundert zu den Stiftungsgütern des Klosters Bergen zählte. 1938 wohnten hier 9 Katholiken und 2 Protestanten. Im Jahr 1839 genehmigte das Bistum Eichstätt den Bau einer Kapelle in Geishof.